# Dolmens des Cudières
Les dolmens des Cudières sont deux dolmens situés à Jouques, en France.

## Localisation
Le dolmen est situé sur la commune de Jouques, dans le département français des Bouches-du-Rhône.

## Historique
Les dolmens sont inscrits au titre des monuments historiques en 1996.